# روی گرینوود (بازیکن فوتبال، زاده ۱۹۳۱)
روی گرینوود (انگلیسی: Roy Greenwood; ۲۲ مهٔ ۱۹۳۱ – ۳۱ دسامبر ۲۰۱۱) بازیکن فوتبال اهل بریتانیا بود.
از باشگاه‌هایی که در آن بازی کرده‌است می‌توان به باشگاه فوتبال کریستال پالاس، باشگاه فوتبال بدفورد تاون، و باشگاه فوتبال بکنهام تاون اشاره کرد.